# Dendrobium
Genre
Classification phylogénétique
Dendrobium est un genre de plantes à fleurs de la famille des Orchidaceae originaire des régions subtropicales et tropicales d'Asie, d'Australie et de Nouvelle-Zélande. On dénombre 1 220 espèces dans des biotopes variés.
Le nom se compose des mots grecs δένδον (dendron) = arbre et βίος (bios) = vie (littéralement qui vit sur les arbres car toutes les espèces de ce genre d'orchidées sont essentiellement épiphytes, plus rarement lithophytes). Après Bulbophyllum, Dendrobium représente le deuxième genre le plus important des orchidées en nombre d'espèces. Le genre se caractérise par la tige constituée de pseudobulbes.

## Liste des espèces

### Noms en synonymie
- Dendrobium elegans Kunth, un synonyme de Stelis roseopunctata

## Classification desDendrobium[3]
Du fait d'un très grand nombre d'espèces et de grandes variations morphologiques, ce genre  a été divisé en sous-genres et sections. Il existe de nombreux travaux de classification mais la classification de Schlechter qui date de 1912 est toujours reconnue. Elle est divisée en quatre sous-genres et 41 sections, que certains auteurs en taxinomie souhaiteraient élever au rang de genre. 

### Sous-genreAthecebium
- section Desmotrichum (Espèces qui sont dorénavant répertoriées dans le genre Flickingeria.)
- section Mycrophytanthe
- section Goniobulbon
- section Diplocaulobium (Élevée au rang de genre.)
- section Bolbidium Lindl.
- section Euphlebium
- section Rhizobium (genre Dockrillia selon certains auteurs.)
- section Sarcopodium
- section Callista
- section Dendrocoryne
- section Latourea (section Latouria dans les publications actuelles)
- section Inobulbon (considérée comme un genre à part entière par certains auteurs.)

### Sous-genreDendrobium
- section Eugenanthe (section Dendrobium dans les publications actuelles)
- section Platycaulon
- section Pedilonum
- section Calyptrochilus
- section Cuthbertsonia
- section Oxyglossum
- section Brachyanthe (section Breviflores dans les publications actuelles)
- section Stachyobium
- section Fytchianthe
- section Phalaenthe (section Phalaenanthe dans les publications actuelles)
- section Eleutheroglossum
- section Ceratobium (section Spatulata dans les publications actuelles)
- section Trachyrhizum
- section Distichophyllum
- section Oxygenianthe (section Formosae dans les publications actuelles)
- section Ambiyanthus (section Amblyanthus dans les publications actuelles)
- section Kinetochilus

### Sous-genreRhopalabium
- section Rhopalanthe

### Sous-genreXerobium
- section Aporum
- section Oxystophyllum
- section Gastridium (considérée comme un genre à part entière par certains auteurs.)
- section Dichopus
- section Eriopexis (considérée comme un genre à part entière par certains auteurs.)
- section Pleianthe
- section Macrocladium (Genre Cannaeorchis selon certains auteurs)
- section Dolichocentrum
- section Conostalyx ou section Conostalix
- section Monanthos
- section Herpethophytum

## Culture
Elle est différente selon que les dendrobium sont de serre froide, tempérée ou chaude.

## Quelques images

Quelques photographies d'orchidées Dendrobium
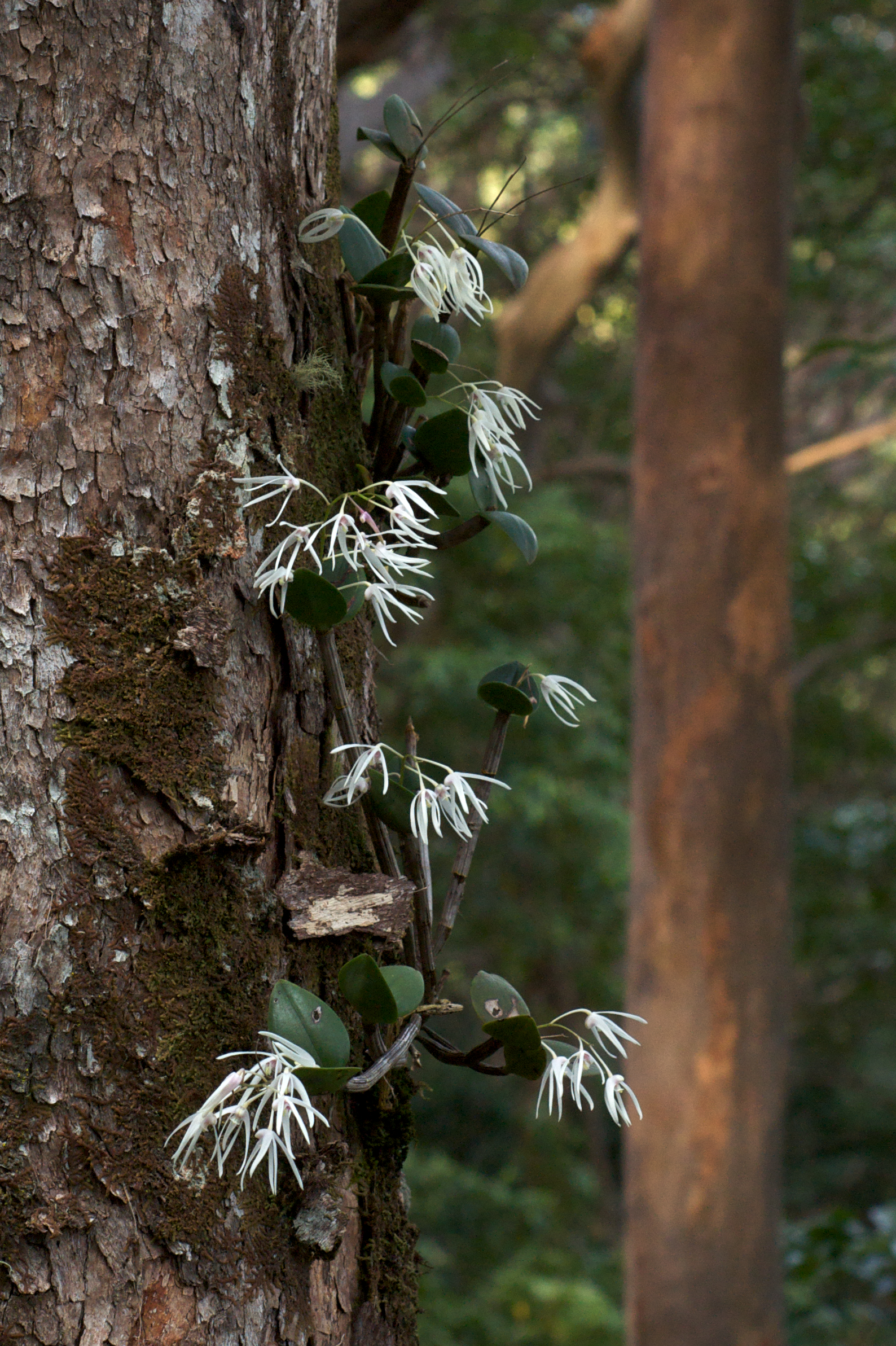
Dendrobium aemulum, dans le parc national de Lamington, dans le Queensland, en Australie.
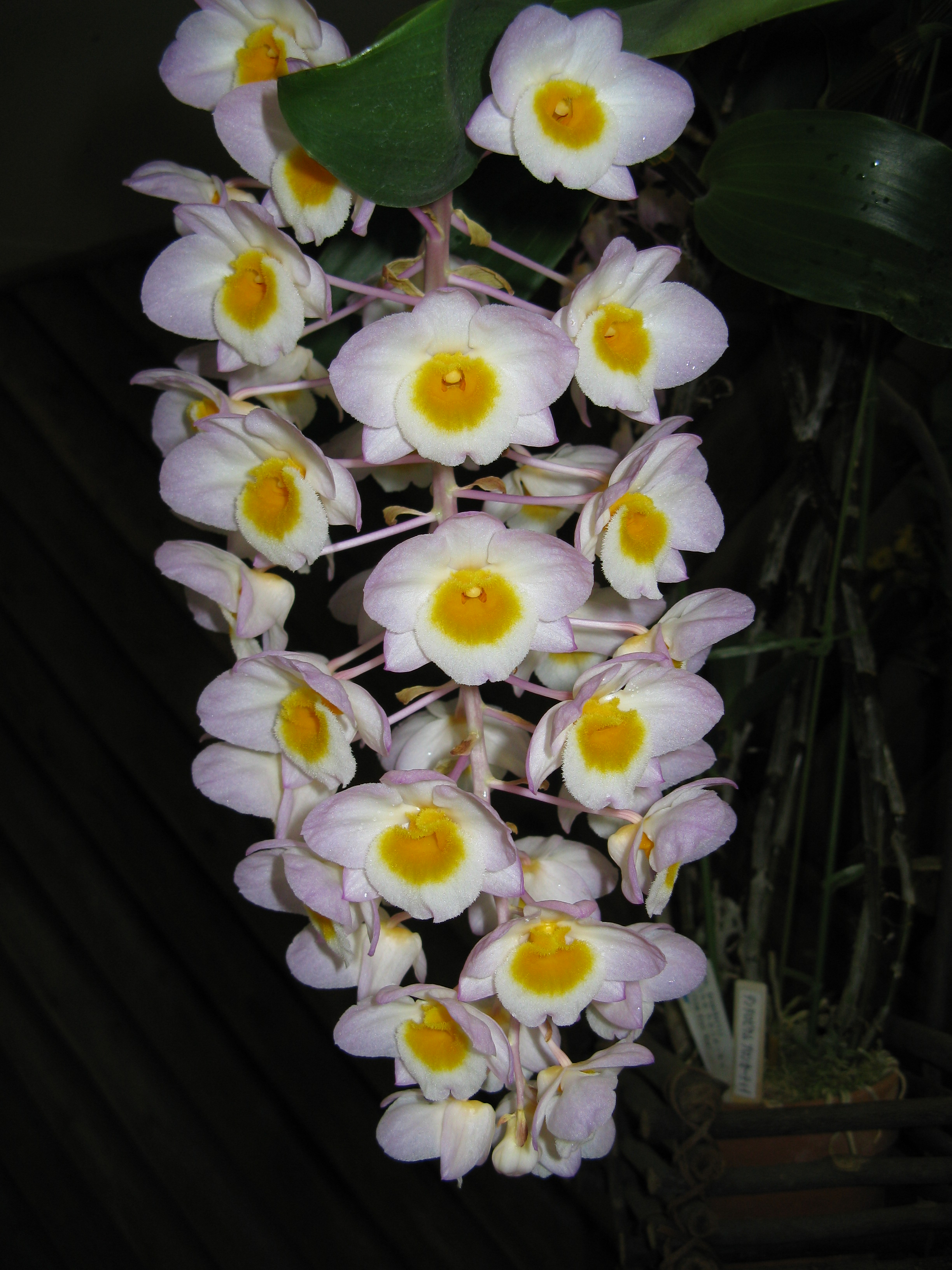
Dendrobium amabile, au Jardin des fleurs de la préfecture d'Osaka, au Japon.
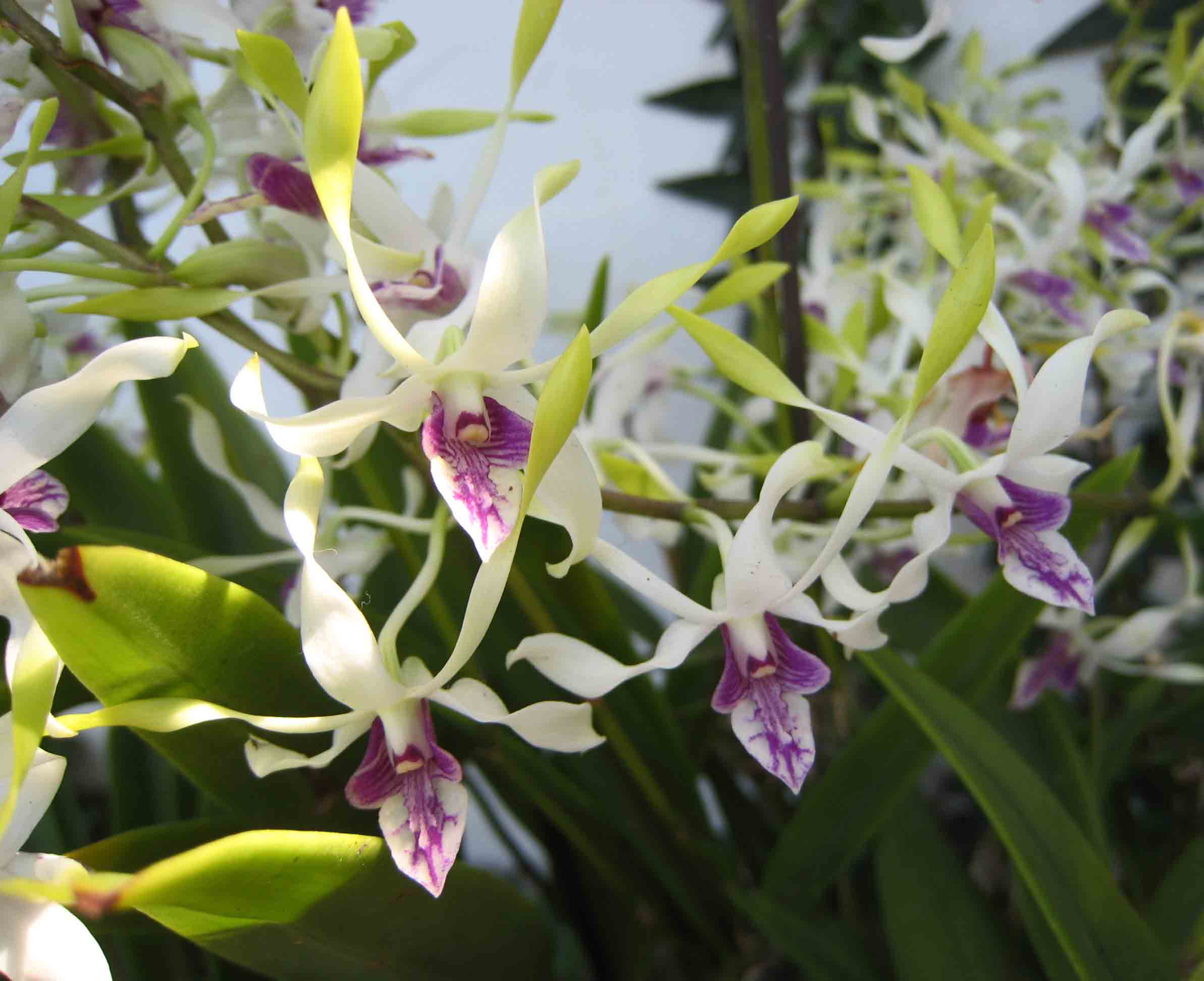
Dendrobium antennatum, au Jardin botanique de Chenshan, à Shanghai, en Chine.
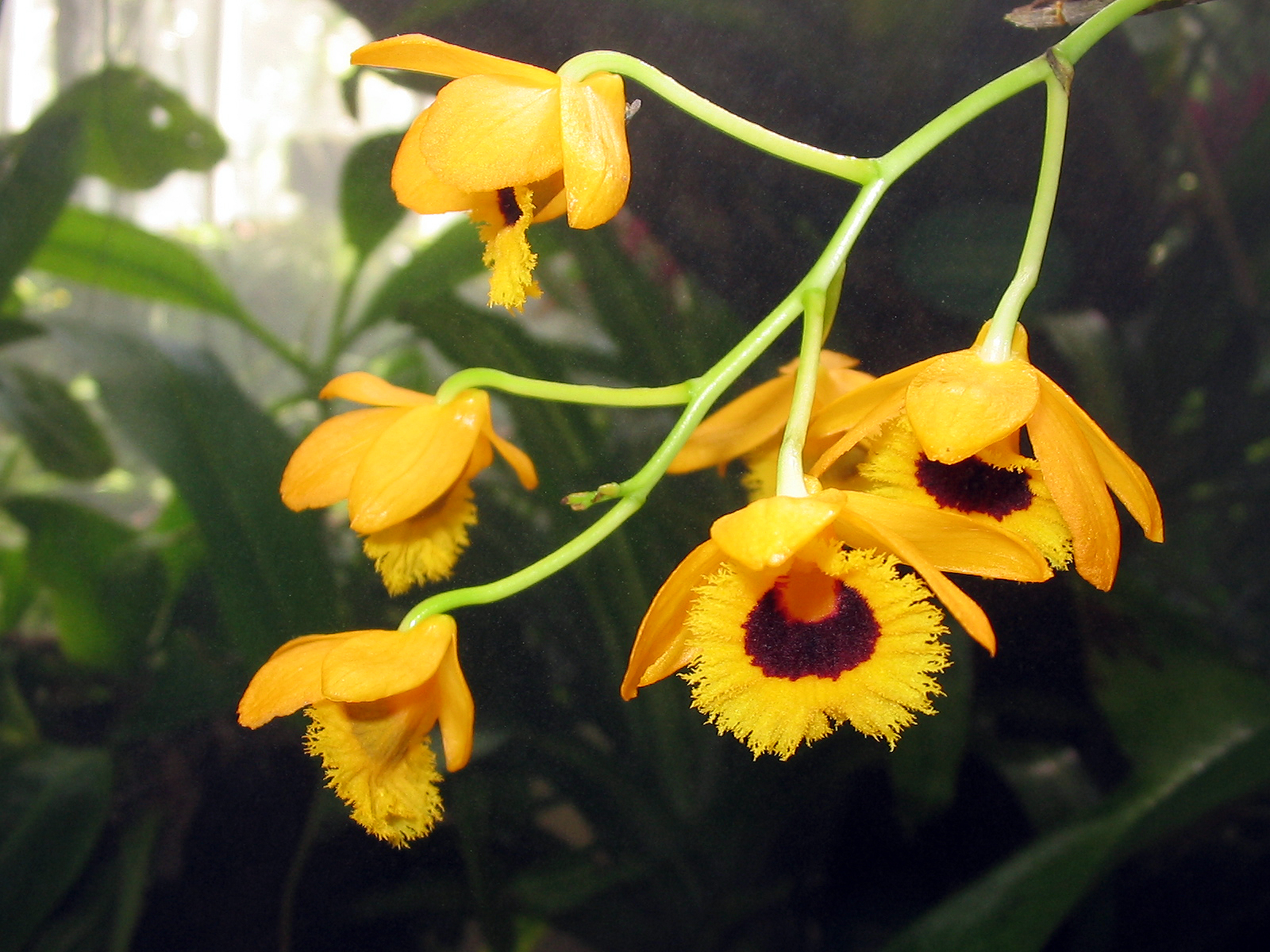
Dendrobium fimbriatum.
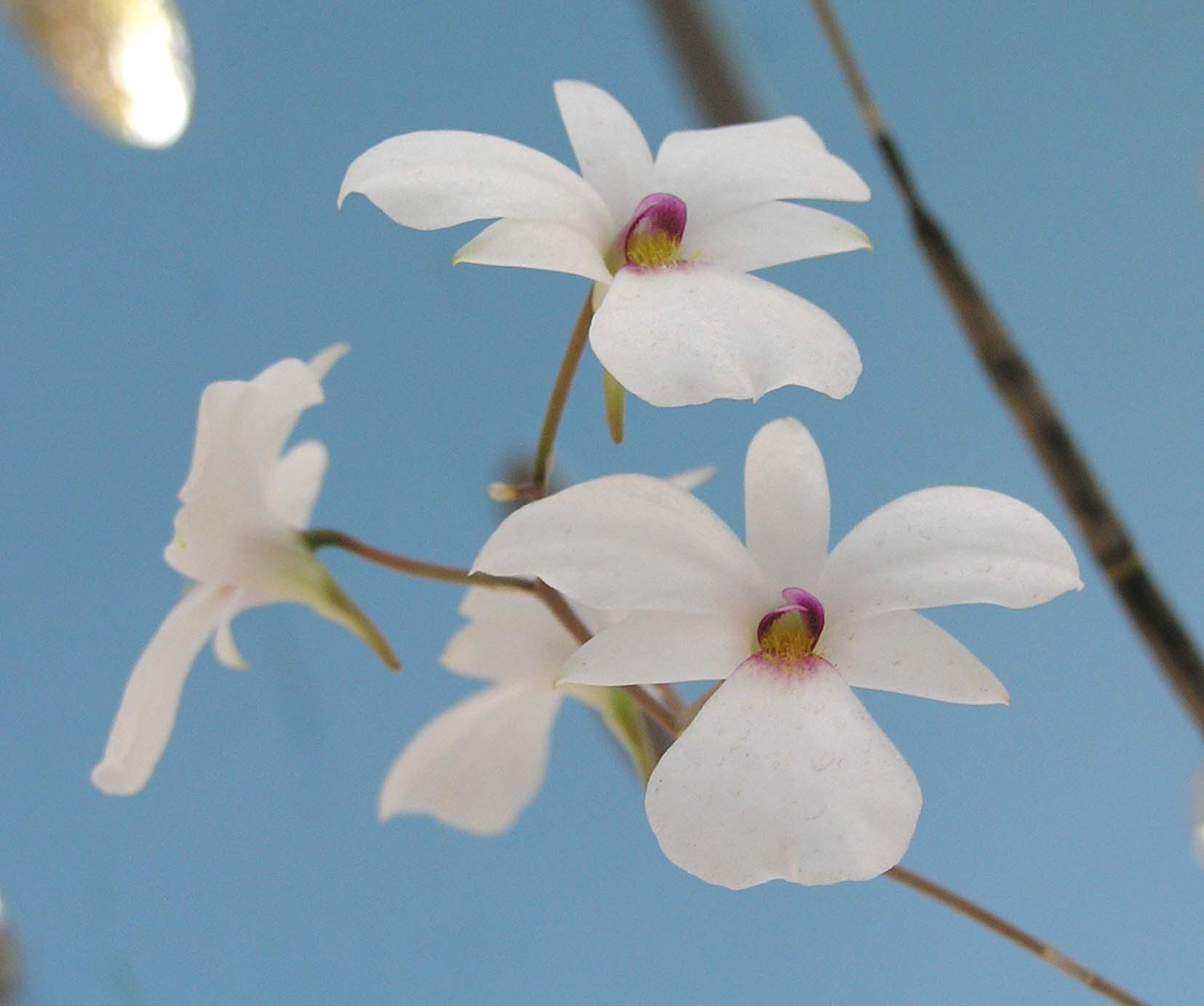
Dendrobium fytchianum, à l'exposition Royal Flora Ratchaphruek, en Thaïlande.
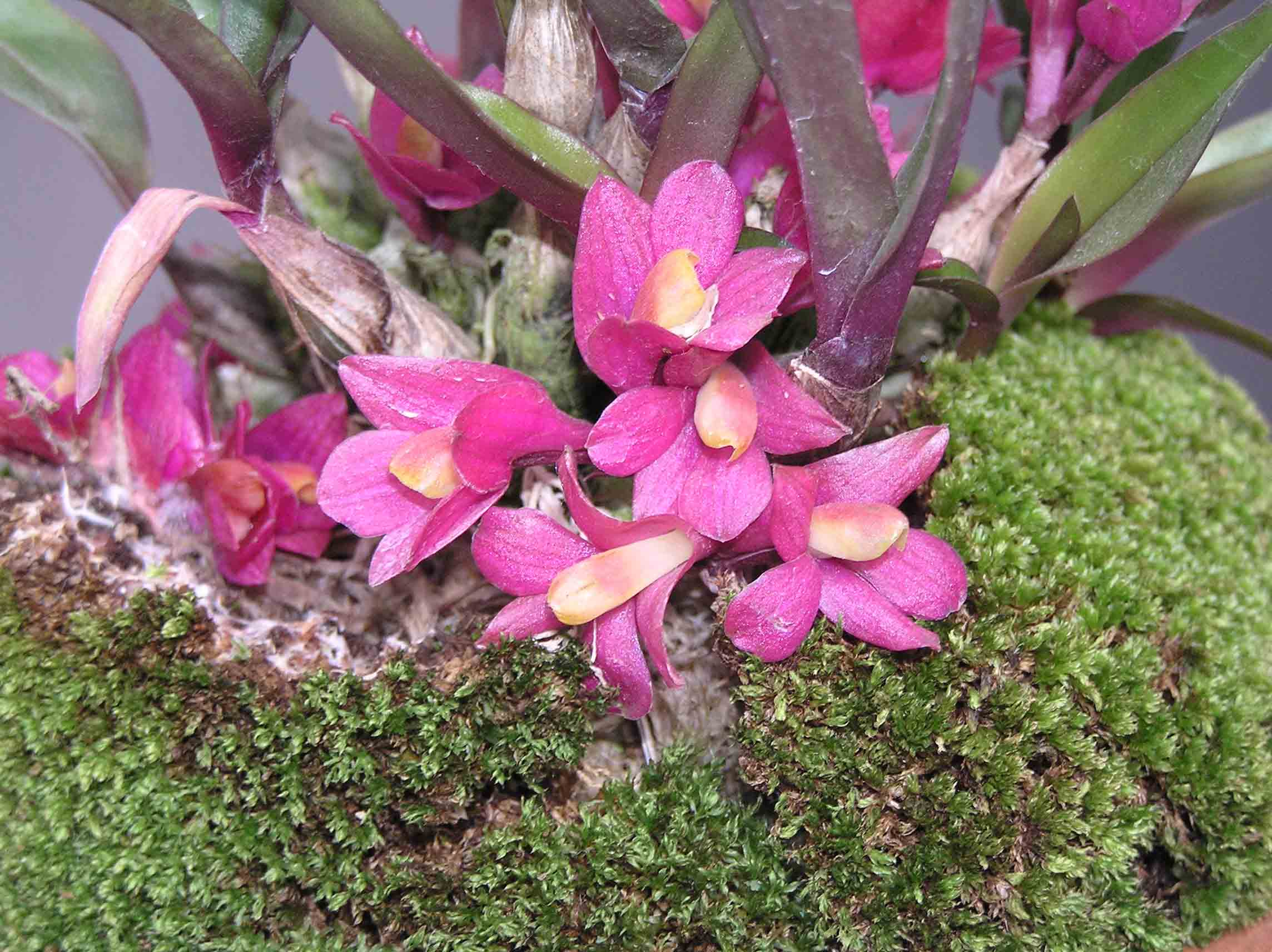
Dendrobium laevifolium, à l'exposition Royal Flora Ratchphruek, en Thaïlande.
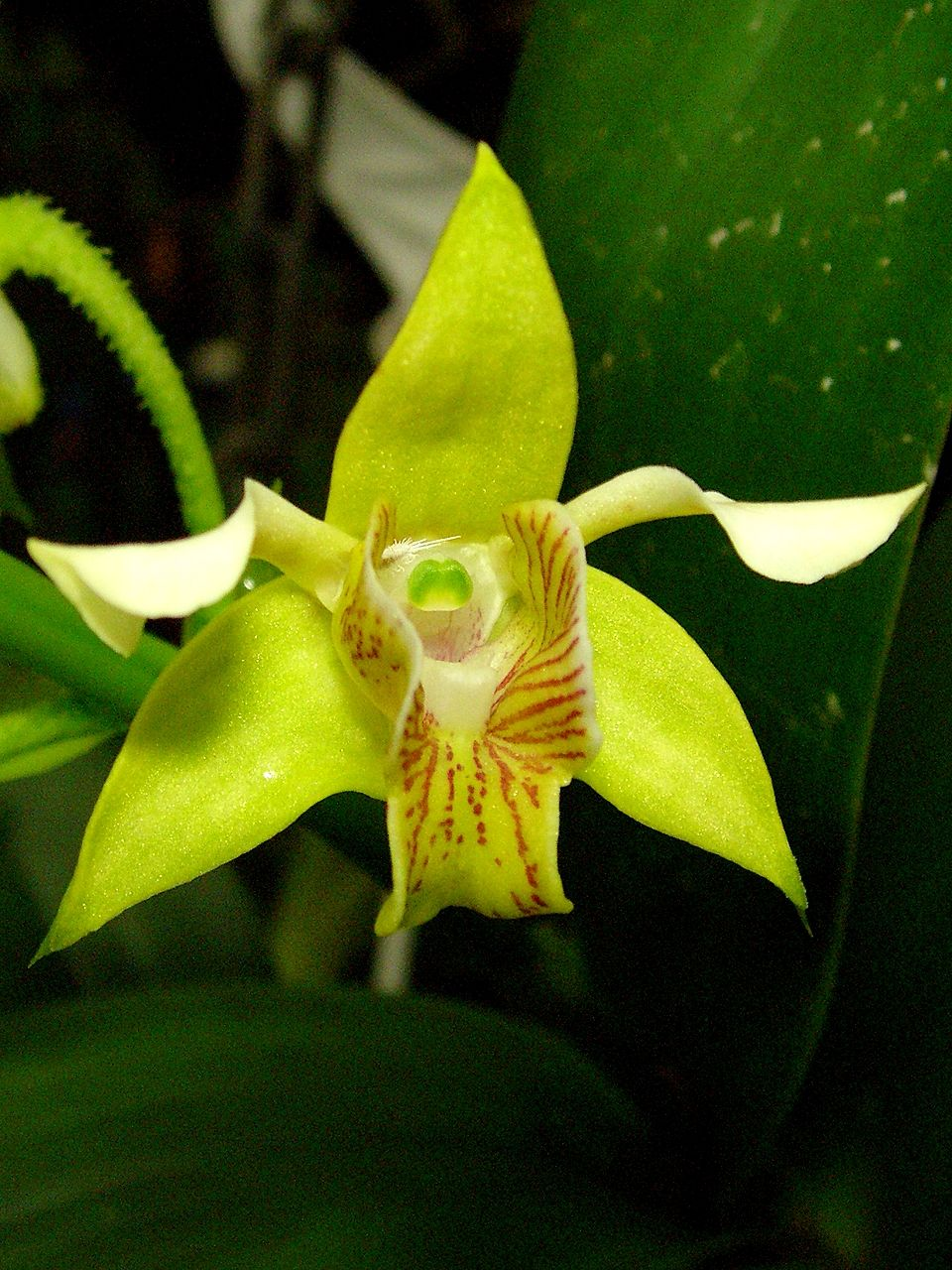
Dendrobium macrophyllum, au Jardin botanique de Heidelberg, en Allemagne.
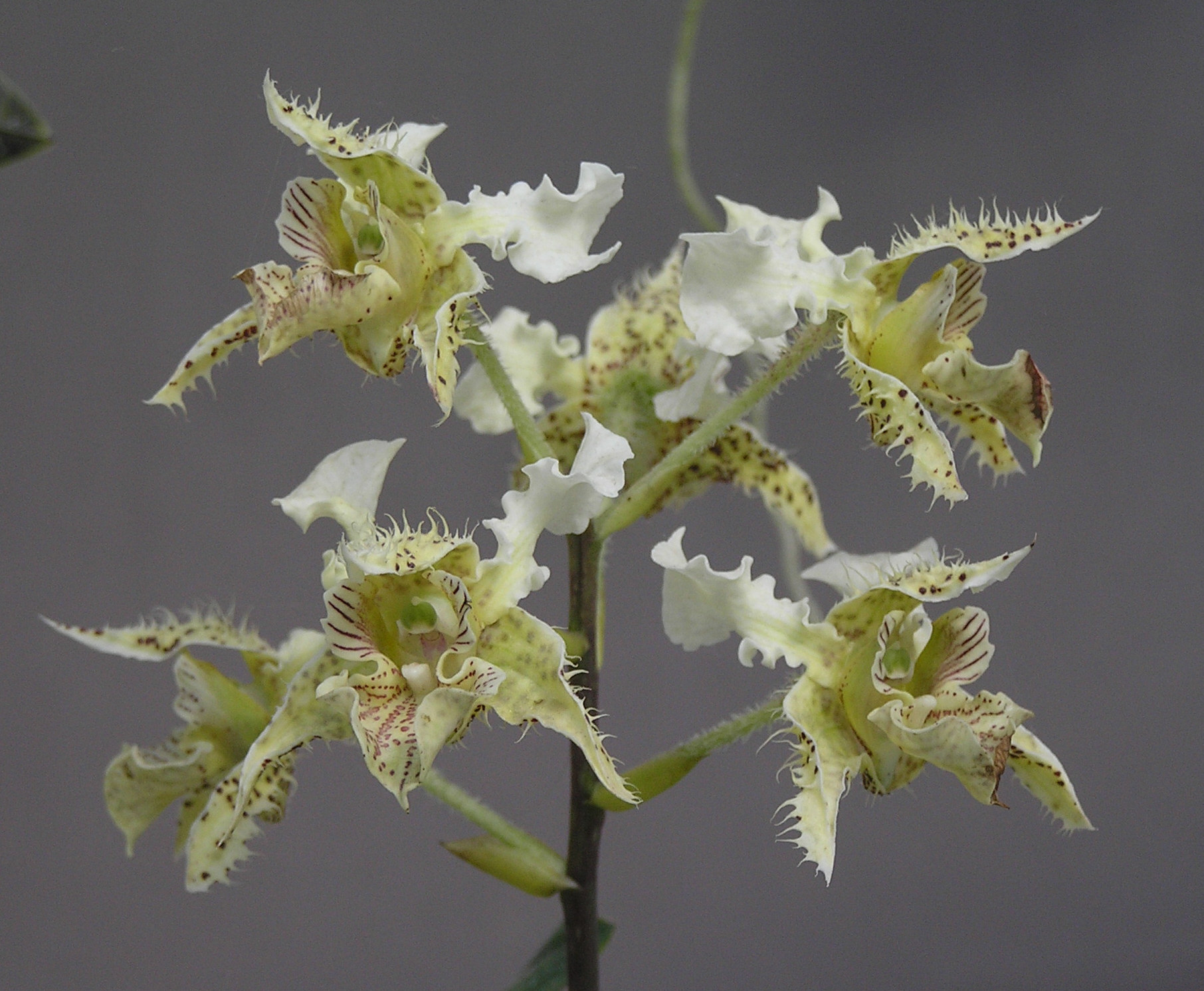
Dendrobium macrophyllum, à l'exposition Royal Flora Ratchaphruek, en Thaïlande.
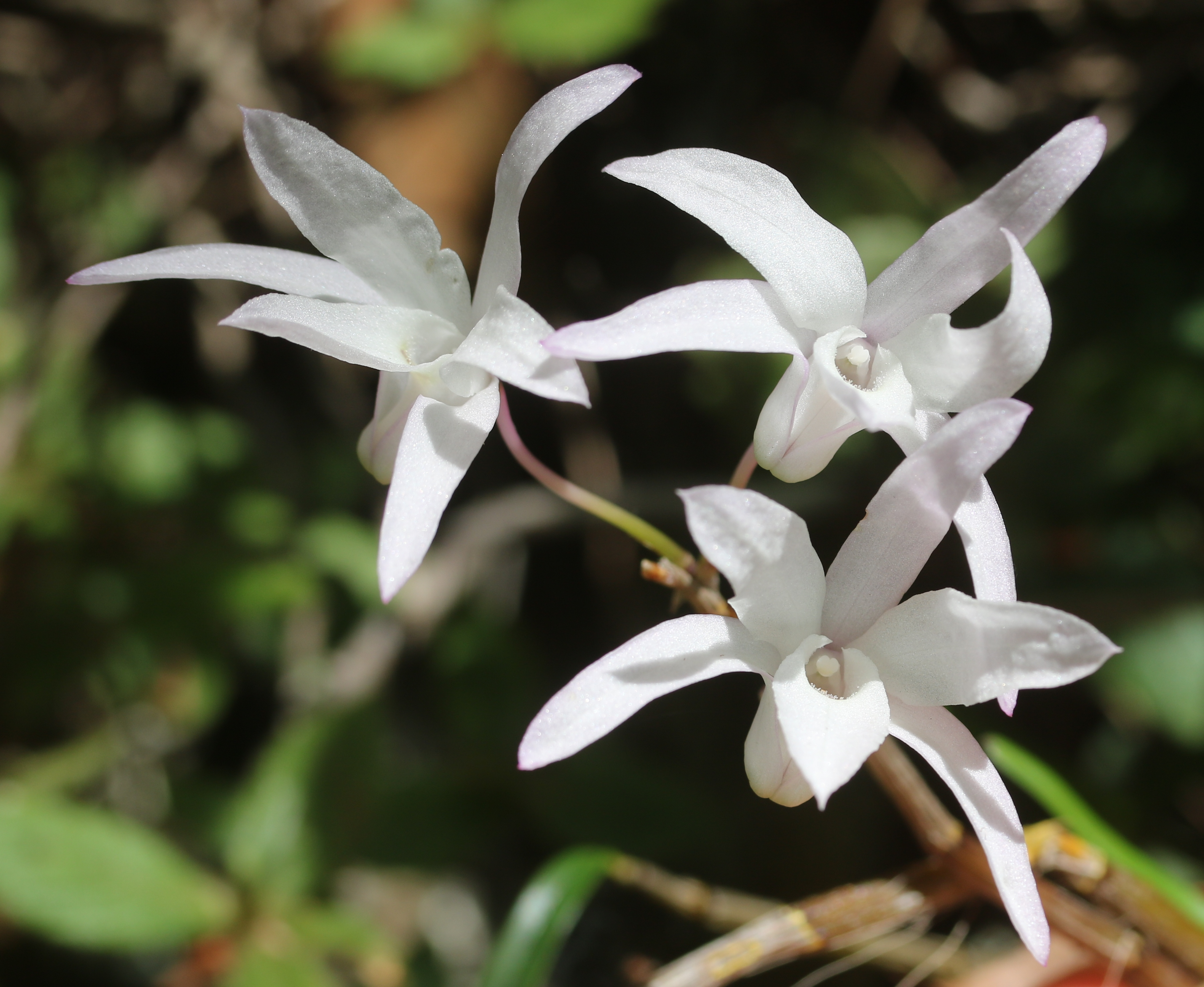
Dendrobium moniliforme, dans la Préfecture de Gifu, au Japon.
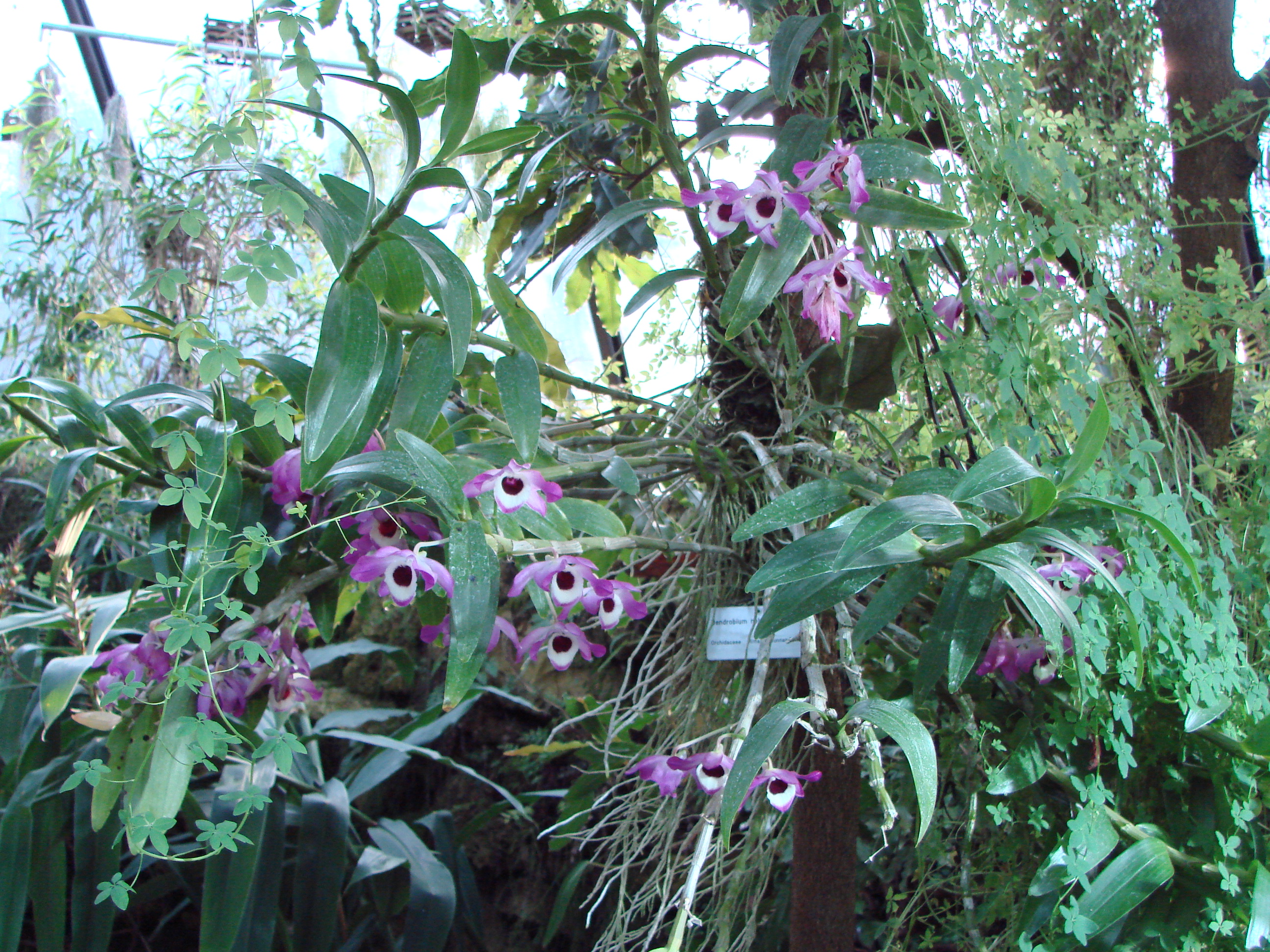
Dendrobium nobile, au Jardin botanique de l'université de Zurich, en Suisse.
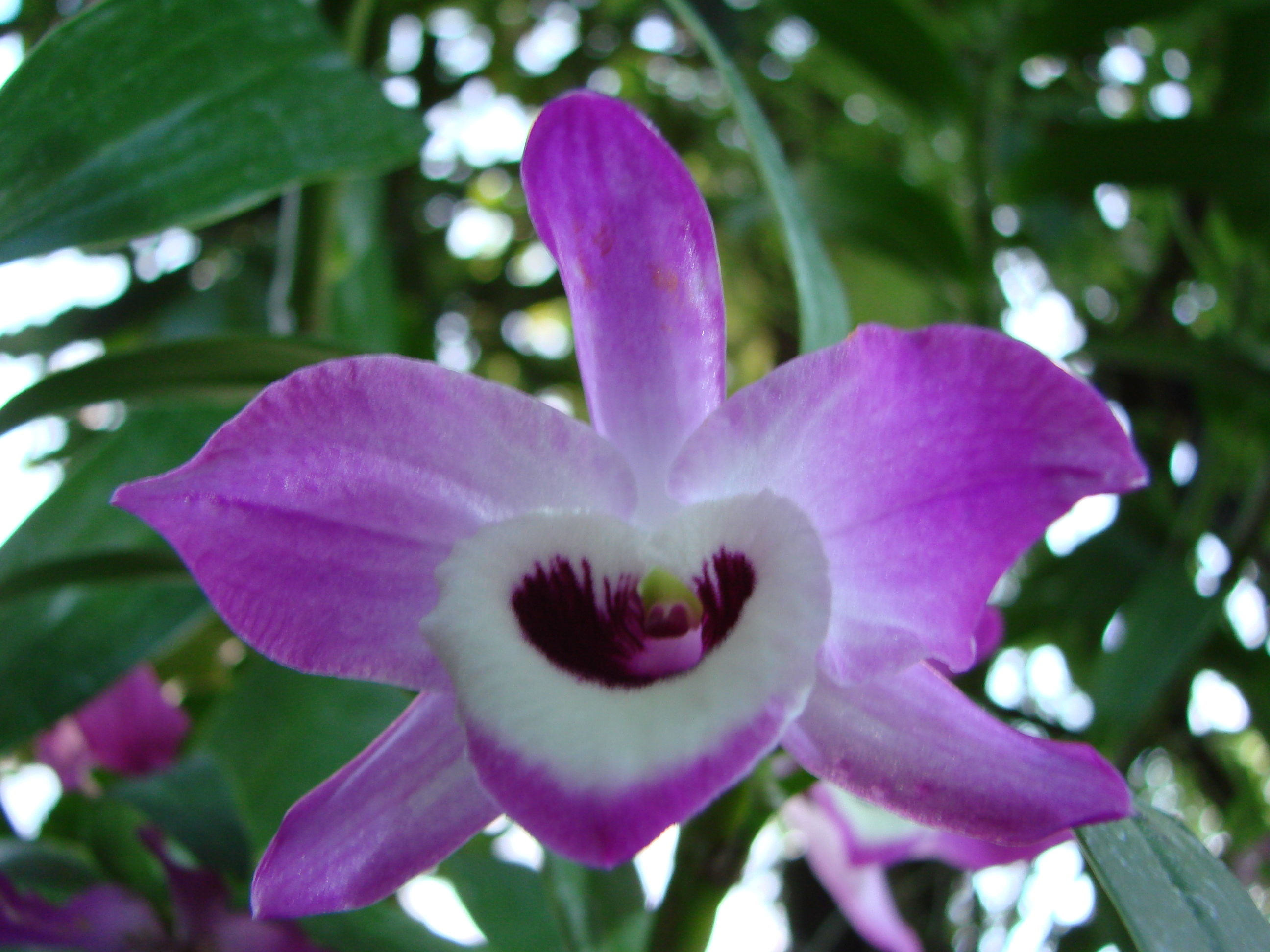
Dendrobium nobile, au Jardin botanique de l'université de Zurich, en Suisse.
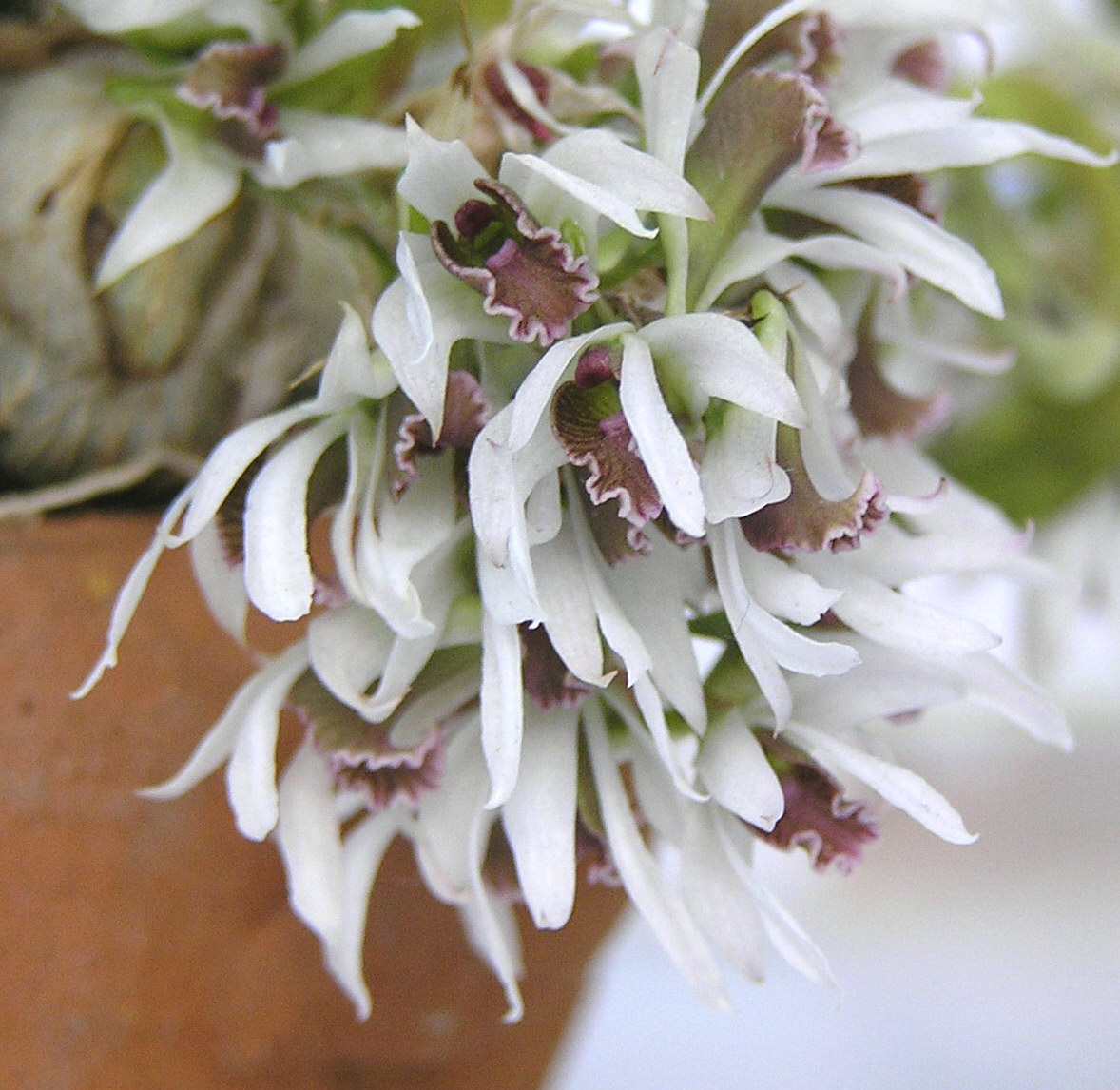
Dendrobium peguanum, à l'exposition Royal Flora Ratchaphruek, en Thaïlande.
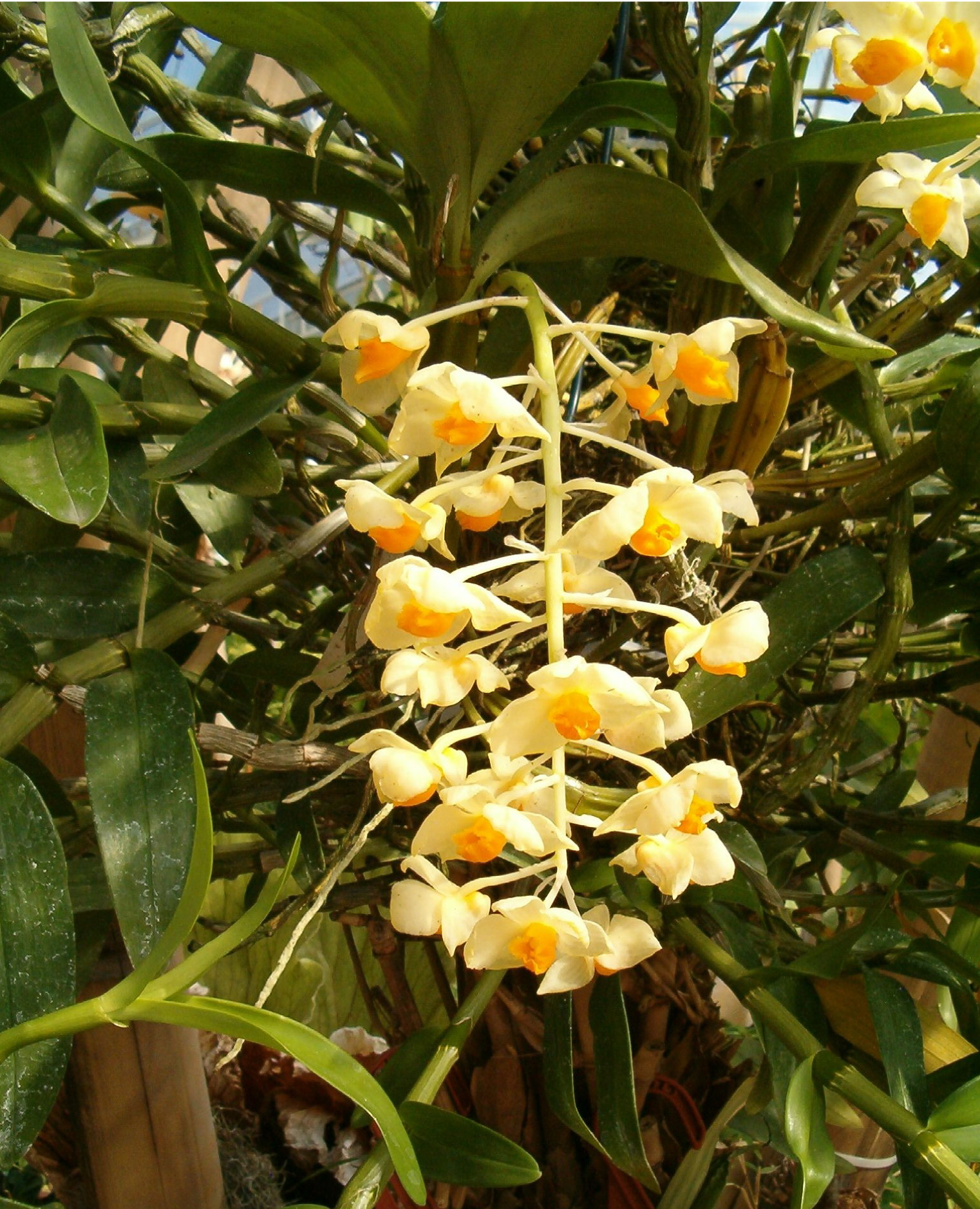
Dendrobium thyrsiflorum, au Jardin botanique de Berlin, en Allemagne.
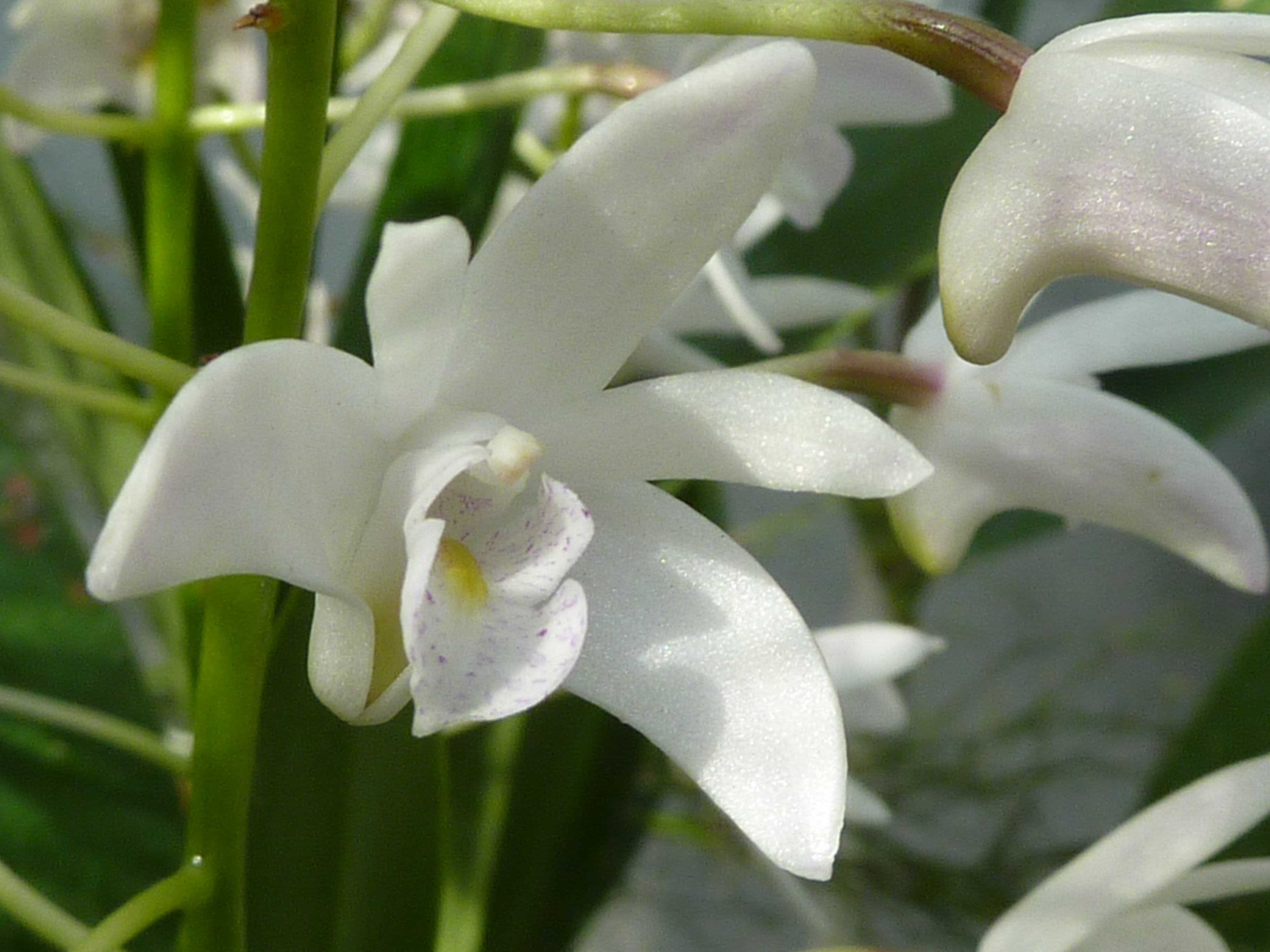
Dendrobium x delicatum, Jardin botanique de l'université de Cambridge, en Angleterre.
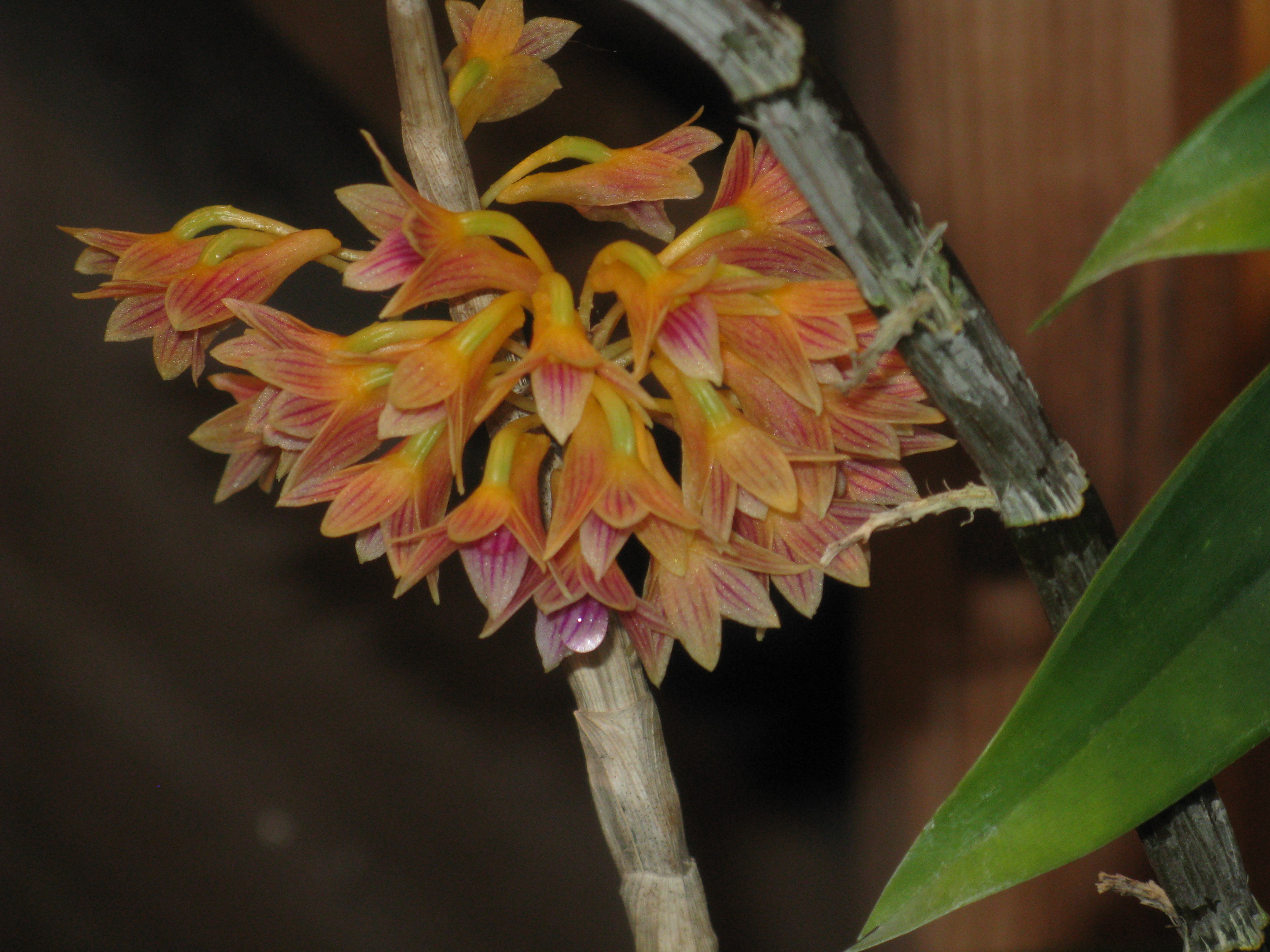
Dendrobium x usitae, au Jardin des fleurs de la préfecture d'Osaka, au Japon.
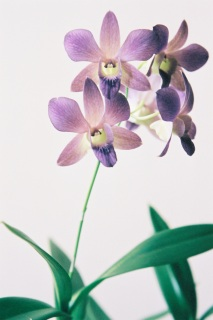
Dendrobium hybride

Quelques planches descriptives d'orchidées Dendrobium présentes en Australie, &quot;Orchids of far north-eastern Queensland&quot; (1995-2003), illustrations de Lewis Roberts.
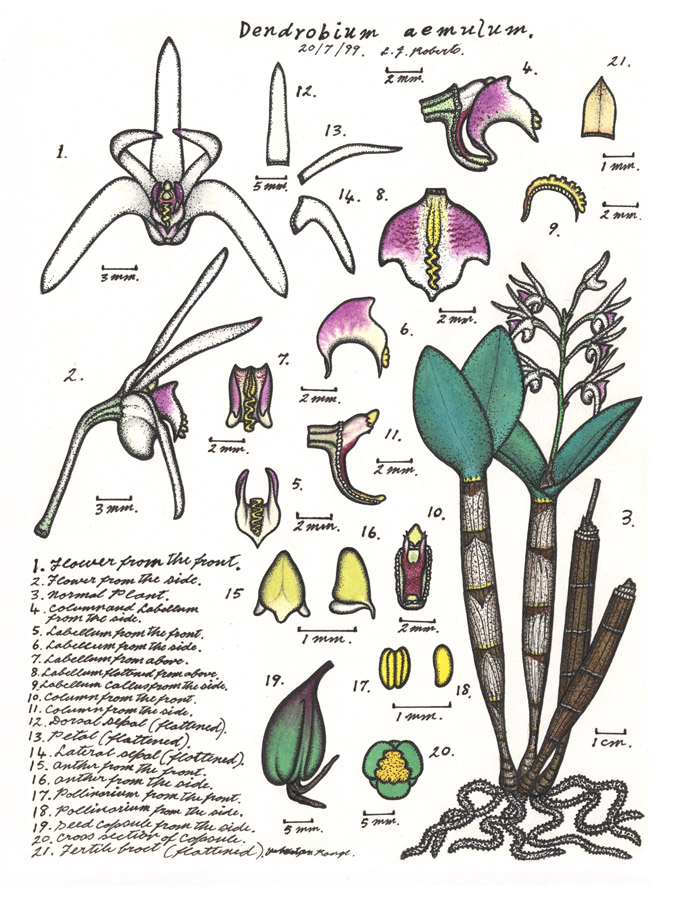
Dendrobium aemulum.
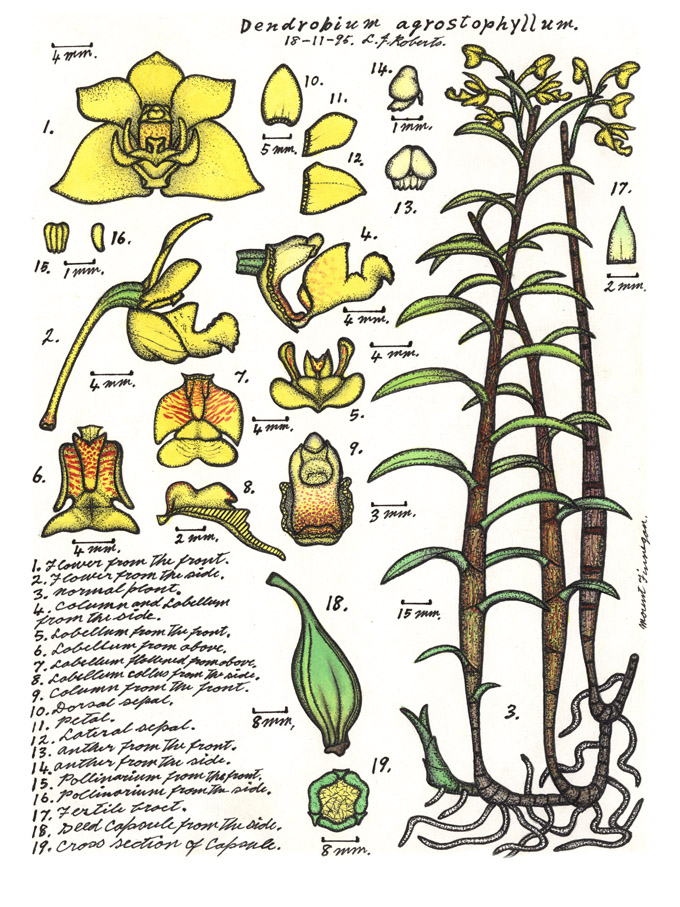
Dendrobium agrostophyllum.
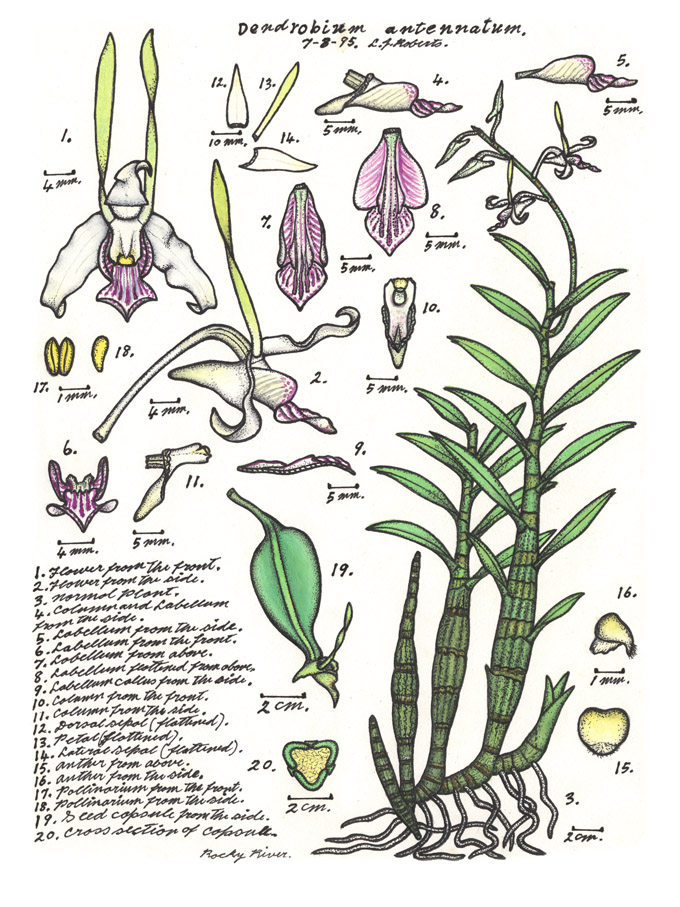
Dendrobium antennatum.
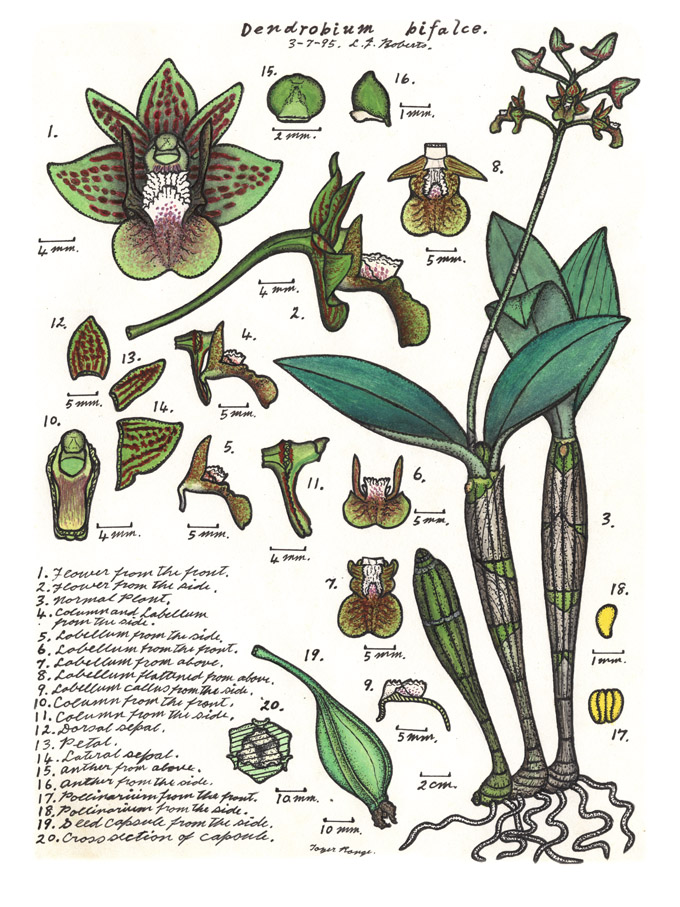
Dendrobium bifalce.
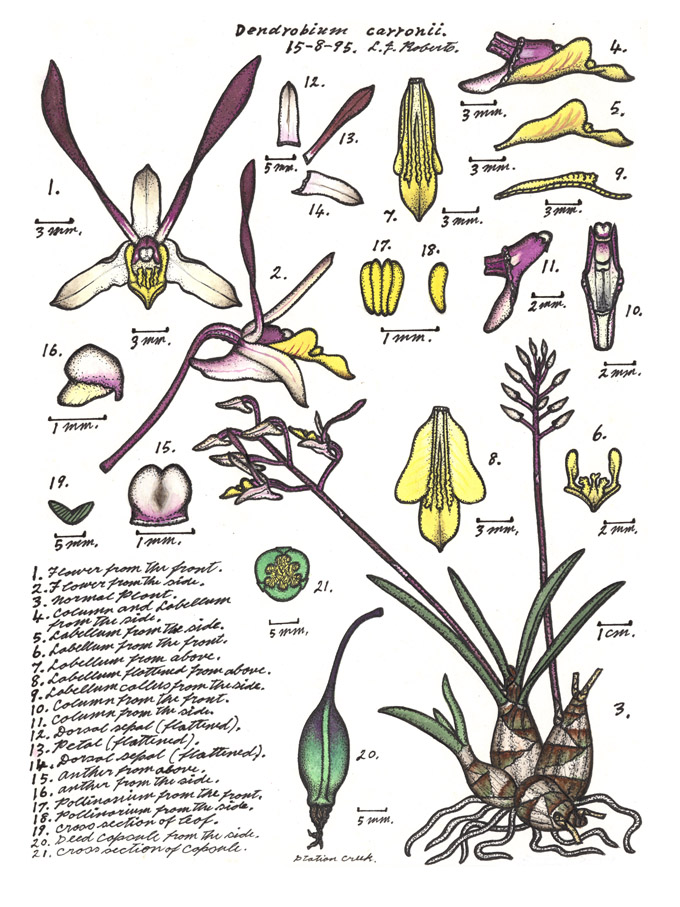
Dendrobium carronii.
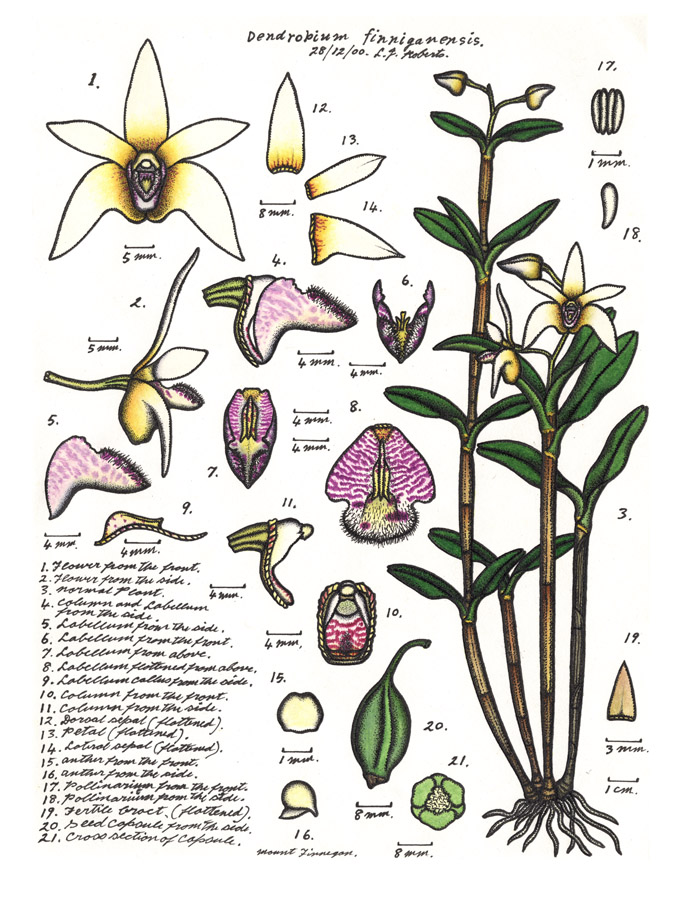
Dendrobium finniganensis.
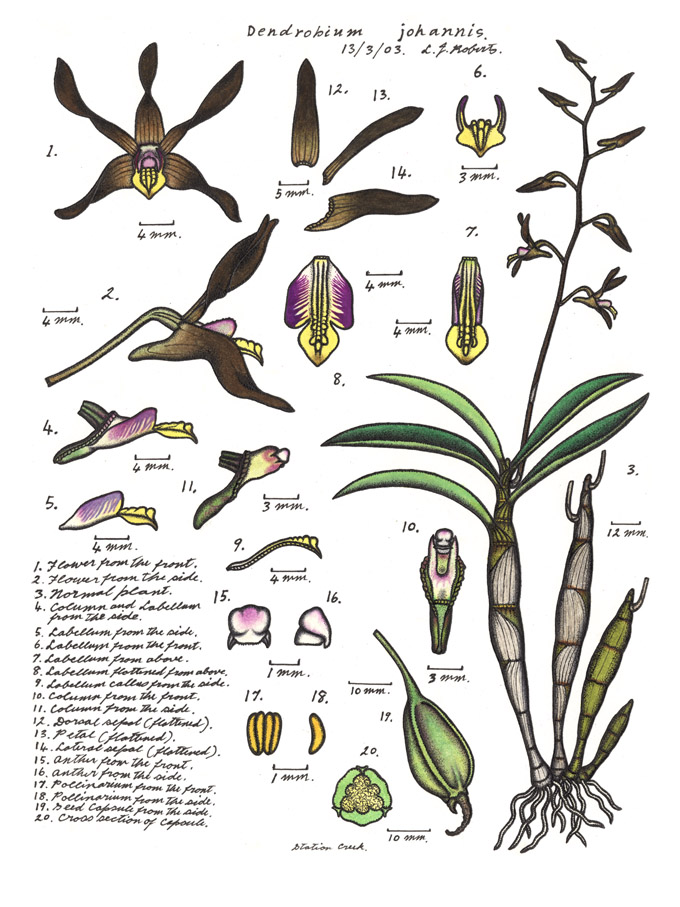
Dendrobium johannis.
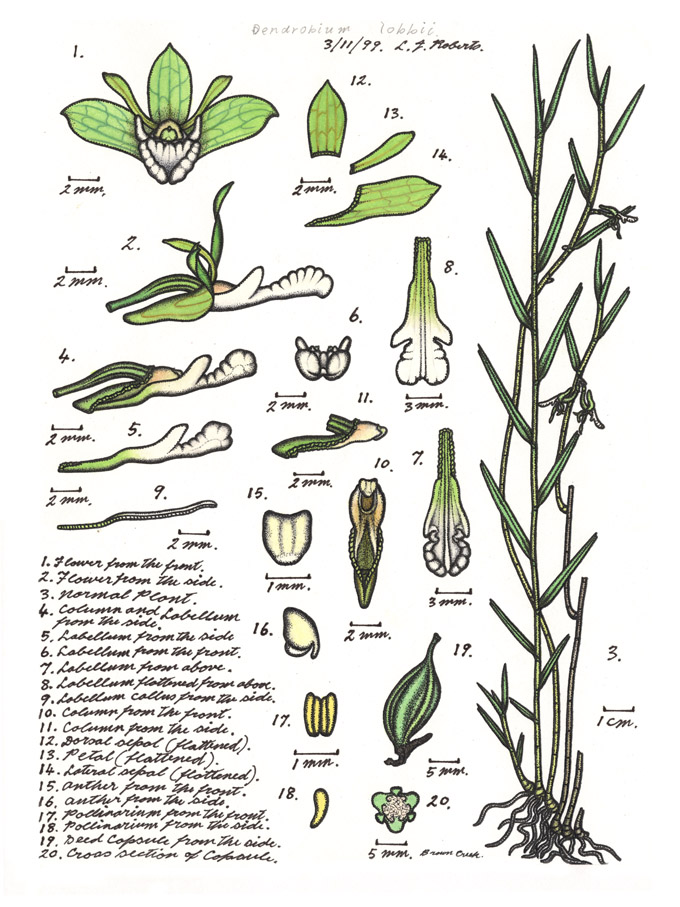
Dendrobium lobbii.
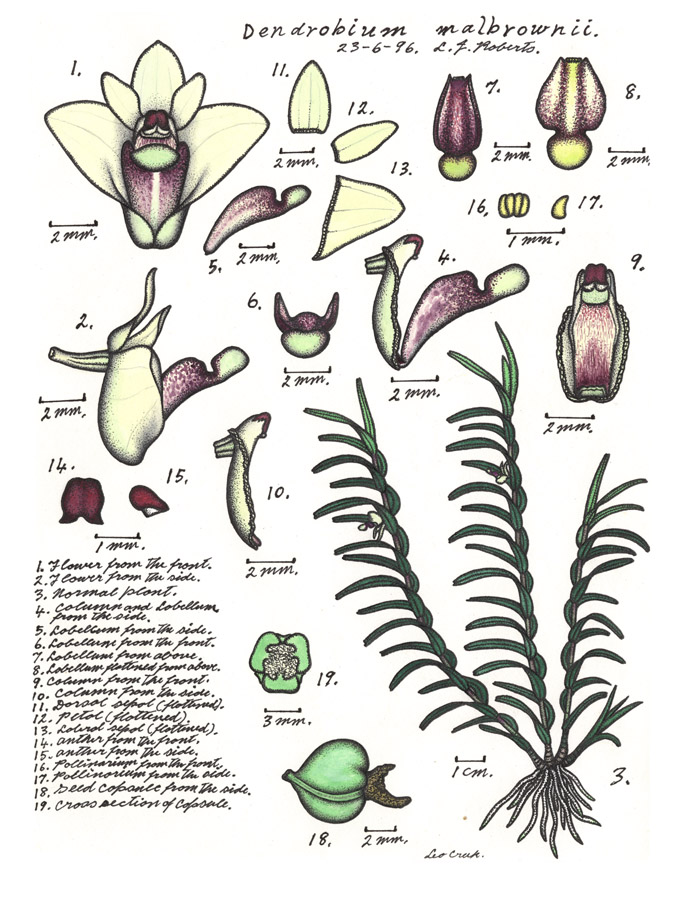
Dendrobium malbrownii.
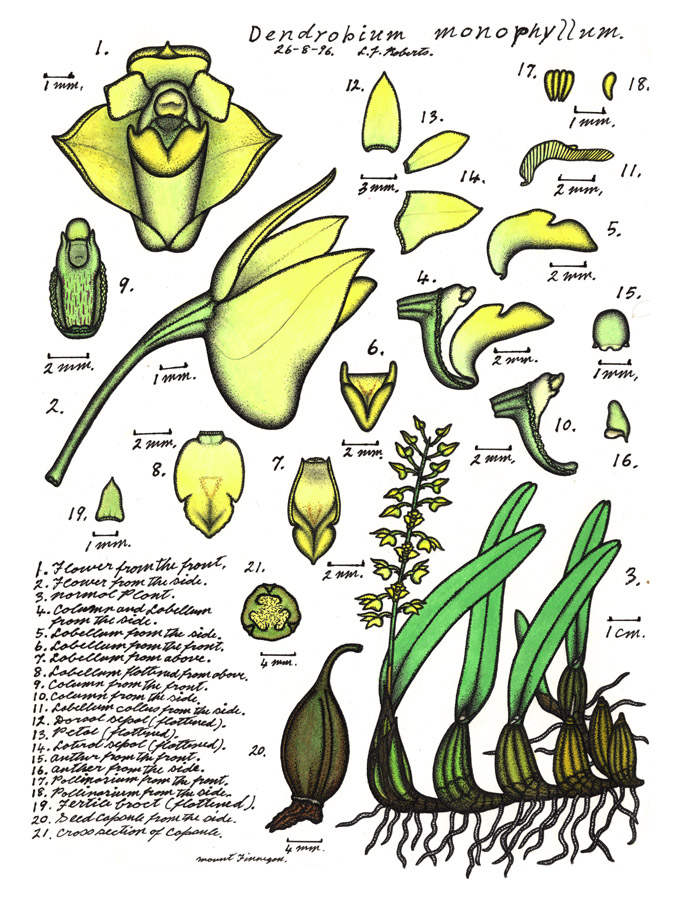
Dendrobium monophyllum.
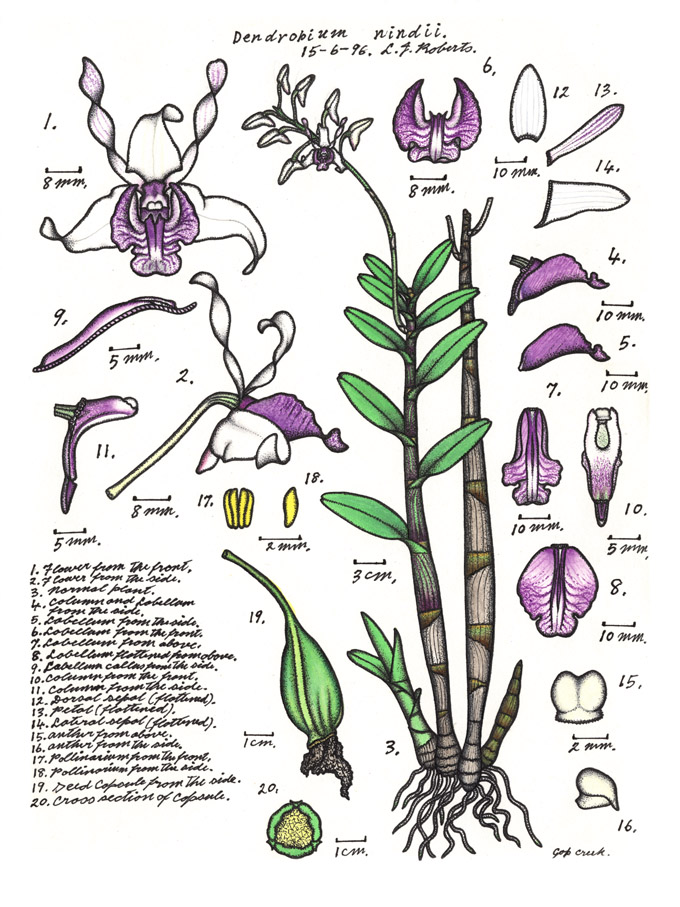
Dendrobium nindii.
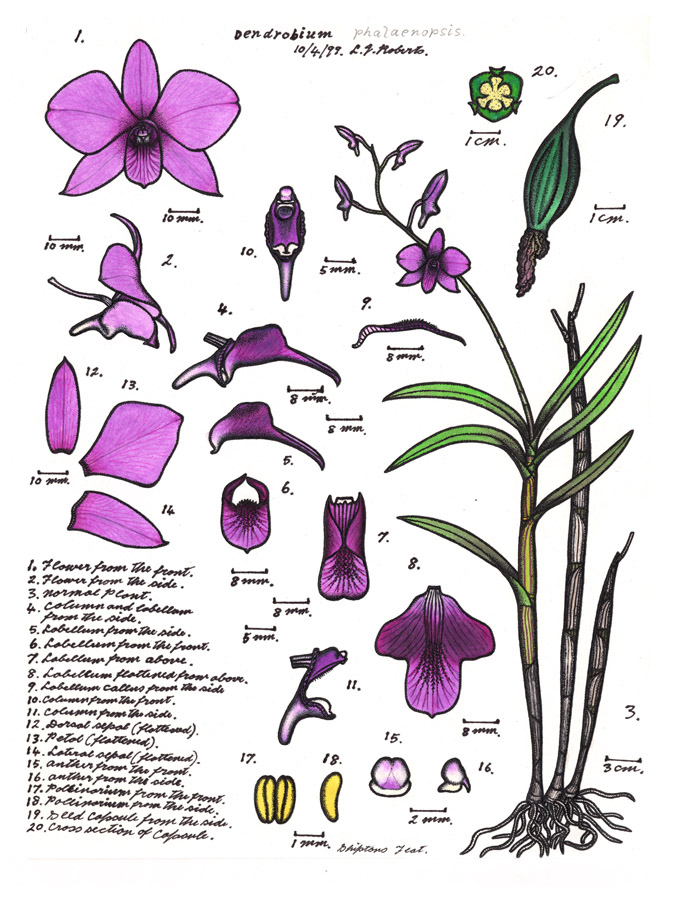
Dendrobium phalaenopsis.
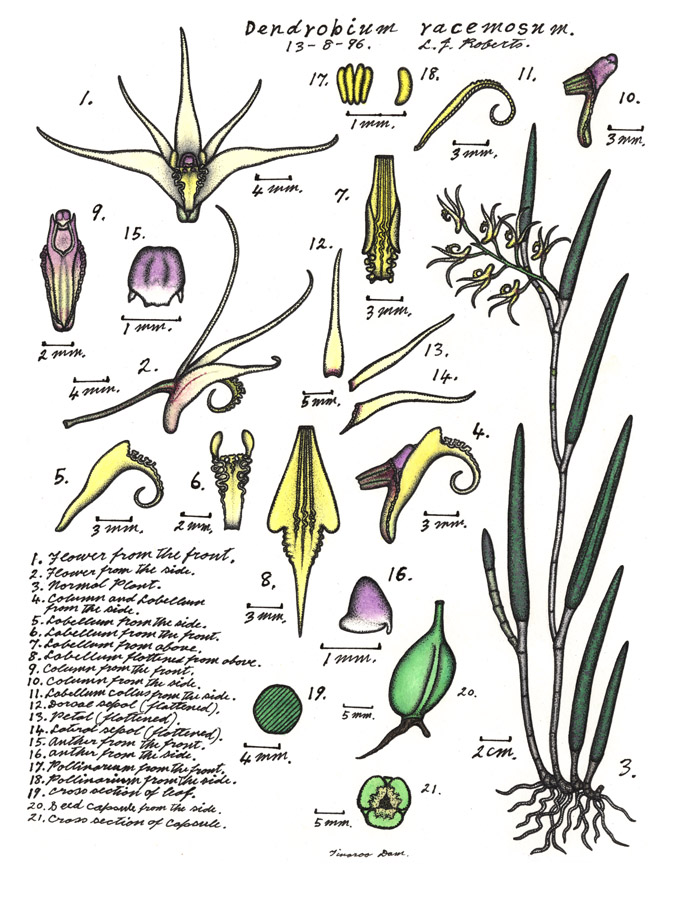
Dendrobium racemosum.
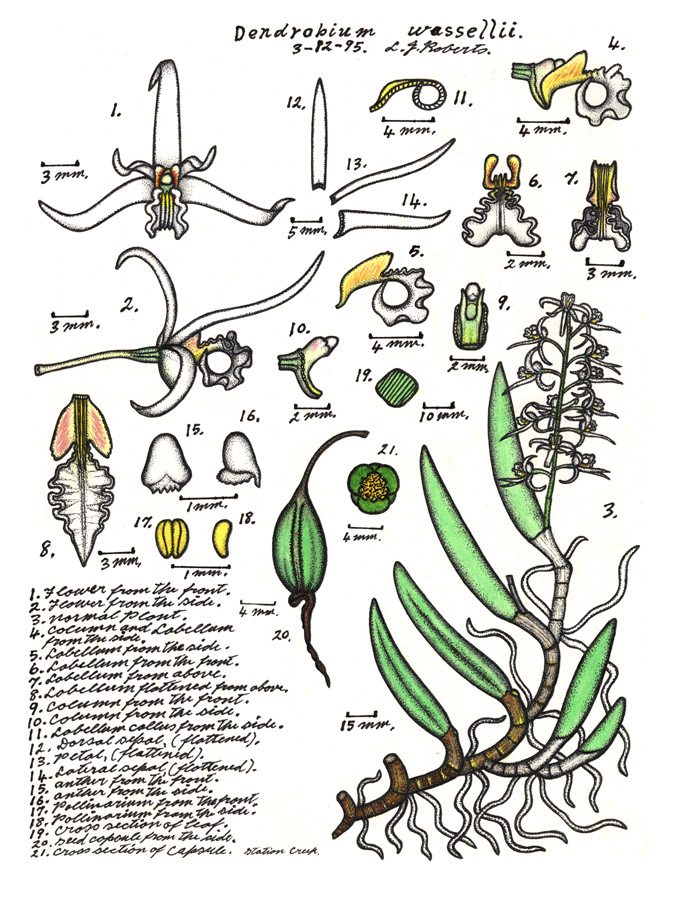
Dendrobium wassellii.
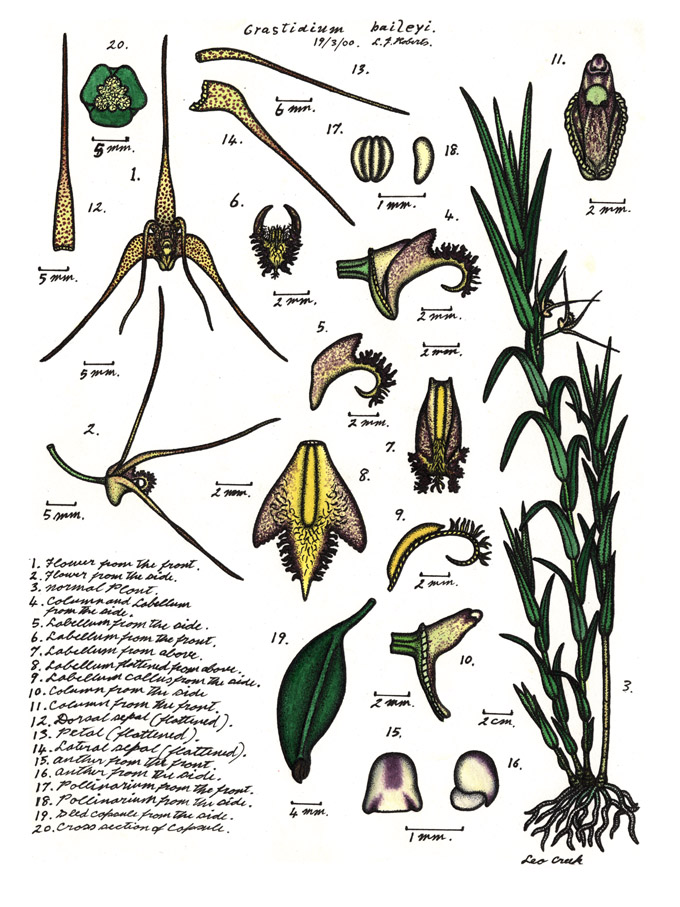
Grastidium baileyi.
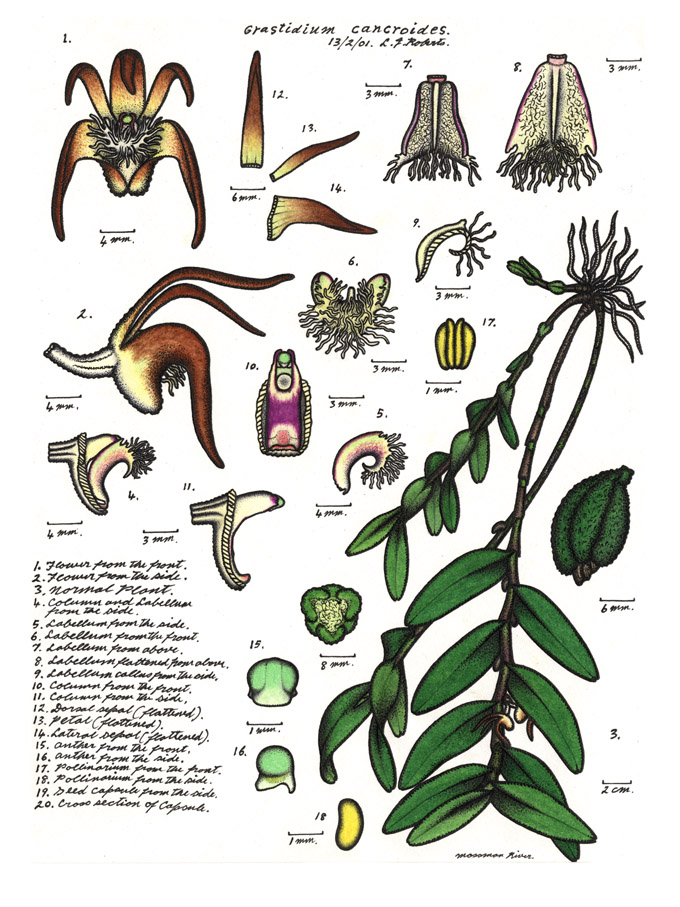
Grastidium cancroides.
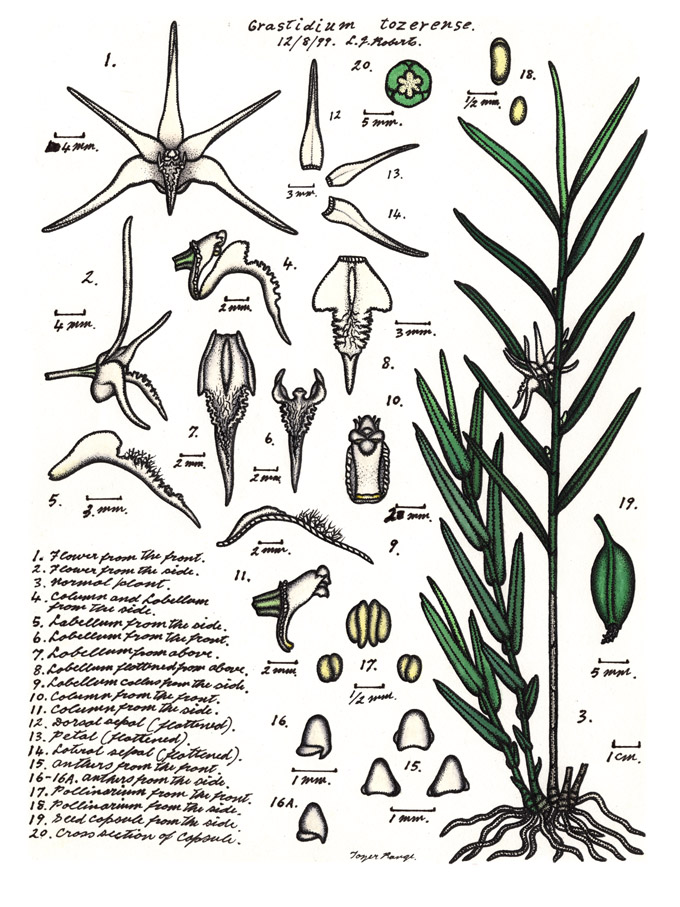
Grastidium tozerense.